# Betecas
A diocese de Betecas (Boticas) é uma diocese histórica localizada em território português, embora não seja presentemente uma sé titular.
Existiu, anteriormente à nacionalidade, no século IV da era cristã. Figura como diocese sufragânea de Braga nos Nomina sedium episcopalium (Nomes das sedes episcopais), havendo registo de um Sabinus presbyter, bispo de Betecas, a assistir ao concílio realizado em Arles no ano de 314. Ignora-se a data do seu desaparecimento – porém, no século VI, após a integração do reino suevo na Espanha visigótica, não aparecem quaisquer bispos de Boticas a assinarem as actas dos concílios gerais de Toledo, pelo que a diocese deve ter desaparecido antes (poderá, eventualmente, ter sido absorvida pela vizinha diocese de Aquae Flaviae, entretanto também extinta, e da qual apenas se conhece um bispo, Idácio, em meados do século V).

## Bispos de Betecas
1. Sabino (314)[1][2]